# Famille Zehender
La famille Zehender (von Zehender depuis 1862) est une famille patricienne bernoise. Elle est éteinte depuis 1916.

## Histoire
La famille est originaire d'Aarau.
Le premier membre connu de la famille est Niklaus, mort en 1378. Hans Ulrich Zehender acquiert la bourgeoisie de Berne en 1528.

## Charges
Hans Ulrich est bailli de Chillon en 1540.
Marquard Zehender (1542-1610/11) est membre du Grand Conseil de Berne dès 1565, bailli de Nyon de 1572 à 1578, membre du Petit Conseil dès 1580, intendant de l'arsenal en 1582, gouverneur d'Aigle de 1583 à 1585, bailli de Lausanne de 1588 à 1594 et plusieurs fois délégué à la Diète fédérale.

## Personnalités
- Ferdinand Zehender (1829-1885)[4].
- Johann Jakob Zehender (1687-1776), pasteur[5].
- Friedrich Gabriel Zehender (1696-1741), spécialiste des routes[6].

## Armoiries
| Figure | Blasonnement                                  |
| ------ | --------------------------------------------- |
|        | Famille Zehender De gueules à une gerbe d'or. |